# Ramón Salas Ricomá
Ramón Salas Ricomá (Tarragona, 29 de abril de 1848 - ibídem, 4 de abril de 1926) fue un arquitecto,  restaurador e historiador del arte español que trabajó al servicio de la Diputación de Tarragona y el Arzobispado de Tarragona, llegando a convertirse en académico numerario de la Real Academia de Bellas Artes de San Fernando.

## Biografía
El arquitecto tarraconense Ramón Salas nació en el seno de una familia humilde, siendo hijo de Pablo Salas Latonero y Tecla Ricomá. Su formación se desarrolló en su ciudad natal, donde obtuvo el título de Bachillerato en el Instituto Provincial de Segunda Enseñanza. En 1869, Salas obtenía el título de agrimensor, titulación previa a los estudios universitarios de Ciencias Exactas que cursó en la Universidad de Barcelona hasta 1871.
Desde la Ciudad Condal se trasladó a Madrid en los años siguientes, estudiando en la Escuela Superior de Arquitectura y en la que obtuvo el grado de arquitecto el 13 de junio de 1873. Durante estos años fue cuando estrechó lazos de amistad con arquitectos como Luis Doménech y Montaner o el zaragozano Ricardo Magdalena Tabuenca, compartiendo promoción en la escuela madrileña.
Terminados sus estudios se trasladó nuevamente a Tarragona donde trabajó temporalmente como profesor de Matemáticas en el mismo centro de secundaria en el que siendo un adolescente había estudiado.
Su carrera como arquitecto, y también como restaurador, estuvo estrechamente ligada a la arquitectura civil y eclesiástica. Así, el 28 de febrero de 1878 fue nombrado arquitecto municipal de Gandesa (Tarragona) y, años más tarde, arquitecto municipal de la capital tarraconense, cargo que ostentó entre 1883 y 1890. Desde entonces y hasta 1924 asumió el cargo de arquitecto provincial de Tarragona, oficio que desempeñó hasta su jubilación.
Paralelamente a su trabajo como arquitecto civil también respondió a los encargos del Arzobispado de Tarragona como arquitecto diocesano aunque no durante el pontificado de Benito Vilamitjana y Vila, quien no contó con sus servicios profesionales. 
No fueron, sin embargo, estas sus únicas ocupaciones como arquitecto ya que además de atender a los numerosos encargos de particulares, para la edificación de sus respectivas viviendas familiares, también estuvo al servicio de la Junta Provincial como vocal, como perito de fincas del Estado, vocal de la Junta Consultiva de Teatros y miembro de la Comisión Nacional de Monumentos, además de miembro de la Asociación de Arquitectos de Cataluña y conservador de monumentos de la Corona de Aragón.
Como historiador, y asociado a la Comisión provincial de Monumentos, inició una valiosa investigación desde el punto de vista de la historiografía sobre el Monasterio de Poblet y el de Santes Creus, con varias publicaciones sobre el tema: Guía histórica y artística del monasterio de Poblet (1893), Guía histórica y artística del monasterio de Santes Creus (1894) y Resumen de la guía, histórica y artística del monasterio de Poblet (1914) constituyen obras de ineludible referencia historiográfica. 
Su implicación con el campo de las artes, y especialmente de la restauración, es lo que motivó su ingreso como miembro numerario de la Real Academia de Bellas Artes de San Fernando y acabar siendo investido como caballero de la Real Orden de Isabel la Católica.

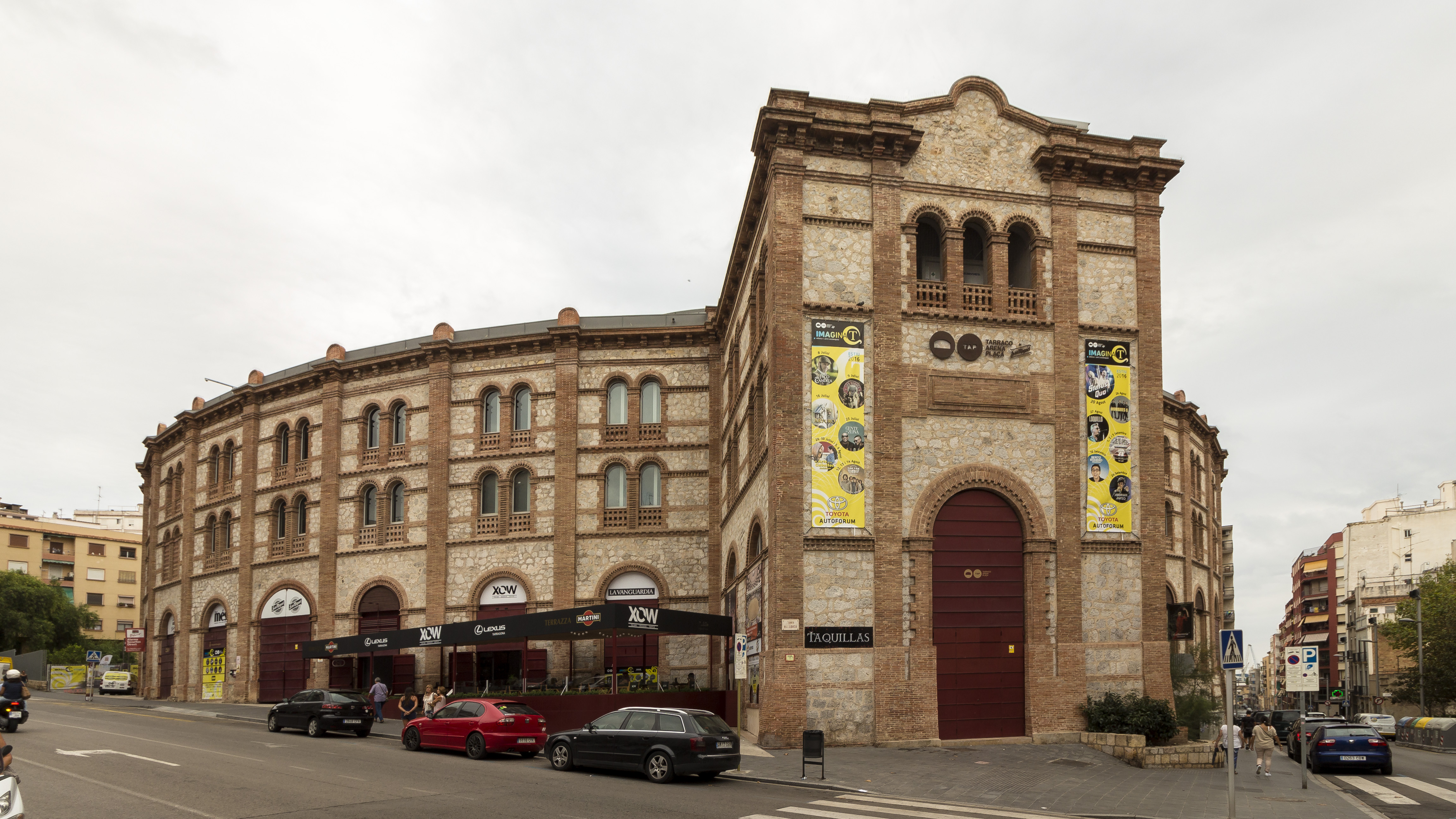
Plaza de toros de Tarragona (1893), obra de Ramón Salas, hoy convertida en el espacio multiusos "Tarraco Arena Plaça"

## Obra
Algunos críticos de la obra de Ramón Salas han visto cómo el estilo que predominó en su obra responde a lo que la historiografía denomina como "arquitectura ruskiniana"; es decir, la que responde a los criterios de John Ruskin en su obra Siete lámparas de la Arquitectura (1849). Así, se inscribió dentro de ese primer modernismo que predominó en Cataluña antes de la definición estilística que fue capaz de imprimir Gaudí.
Sus principales ejemplos como arquitecto se tienen en Tarragona, en el eje de la conocida como Rambla Nova, en la que se encuentra su propio domicilio, y donde proyectó además de la vía urbana - al estilo de los grandes boulevards franceses - toda una serie de casas monumentales como la Casa Castellví o la Casa Rossell. Fruto del esplendor que vivió la ciudad de Tarragona antes de la defenestración económica asociada a la crisis de la filoxera, Salas trabajó también en numerosos edificios monumentales de la ciudad, entre los que sobresale la Plaza de toros de Tarragona, considerada como una de las primeras muestras del modernismo en la provincia.
Los trabajos de Poblador Muga destacan también los trabajos que Salas desempeñó durante su carrera en la provincia de Zaragoza, colaborando junto a Ricardo Magdalena y después en solitario; en la restauración de la Basílica de la Virgen del Pilar (Zaragoza) o con obras de encargo privado, como es la casa del marqués de Montemuzo.

### Obras de nueva construcción
- Premio del ante-proyecto y proyecto para la construcción de un edificio de Instrucción Pública por la Diputación Provincial, Barcelona, 1878;
- Iglesia San Pere, Tarragona, 1878.
- Cárcel, Gandesa (Tarragona), 1880.
- Estación vitícola, Tarragona, 1881.
- Escuelas públicas, Blancafort (Tarragona), 1881.
- Almacenes Romeo Vila, Tarragona, 1881.
- Escuela pública y casas consistoriales, Tivisa (Tarragona), 1881.
- Casa Tomàs y Josep Rossell, Tarragona, 1881.
- Escuelas Públicas, Gandesa (Tarragona), 1881.
- Casa de Pau Salas, Tarragona, 1882.
- Restauración de la Iglesia parroquial, Rocafort de Queralt (Tarragona), 1882.
- Almacenes Romeu Vila, Tarragona, 1883.
- Plaza de Toros, Tarragona, 1883.
- Proyecto Teatro, Tarragona, 1883.
- Proyecto de Ensanche (Rambla Nova), Tarragona, 1884.
- Proyecto de escalinata monumental en la Rambla San Juan, Tarragona, 1884
- Casa Ferran Vendrell, Tarragona, 1884.
- Iglesia, La Masó (Tarragona), 1884.
- Cuarteles, Tarragona, 1885-1887
- Mercado, Vendrell (Tarragona), 1886.
- Casa Sevil, Tarragona, 1886.
- Casa Josep M Rosell, Tarragona, 1886.
- Escuela de Párvulos del Patronato Roig, Torredembarra (Tarragona), 1887.
- Casa Rovira, Tarragona, 1888.
- Casa Josep Pelegrí, Tarragona, 1888.
- Fábrica de géneros de punto, Tarragona, 1888
- Casa de Rafael Fontova, Tarragona, 1889
- Casa Bonaventura Icart, Tarragona, 1889
- Casa Onofré Rossell, Tarragona, 1889
- Barandilla extremo Este de la Rambla Nova, Tarragona, 1889-1893
- Escuelas Públicas, Masroig (Tarragona), 1890
- Casa de Leandre Ripoll, Tarragona, 1891-1895.
- Escuelas públicas, Cherta (Tarragona), 1892
- Colegio, Vendrell (Tarragona), 1896.
- Escuelas, La Canonja (Tarragona), 1898-1909.
- Casa Eduardo Bridgman, Tarragona, 1899
- Escuela, Montroig del Camp (Tarragona), 1899.
- Almacenes Muller, Tarragona, 1903
- Casa del marqués de Montemuzo. Zaragoza, 1904
- Casa Dolors Sala, Tarragona, 1907
- Escuelas, Amposta (Tarragona), 1908
- Escuelas, Vallmoll (Tarragona), 1909
- Ermita Salut, Tarragona, 1909
- Museo Arqueológico y Biblioteca, Tarragona, 1912
- Almacén Muller, Tarragona, 1914
- Casa Elvira Gasset, Tarragona, 1914
- Escuelas, Alió (Tarragona), 1915;
- Escuelas, Falset (Tarragona), 1918
- Escuelas, La Canonja (Tarragona), 1920
- Escuelas, Vilaseca Solcina (Tarragona), 1924

### Restauraciones
- Vestuarios y puerta de acceso a la Catedral, Tarragona, 1879-1886.
- Restauración Altar Mayor de la Catedral, Tarragona, 1879.
- Restauración Monasterio de Santes Creus, Aiguamurcia (Tarragona), 1879-1904.
- Reforma del Ateneo de la Clase Obrera, Tarragona, 1888;
- Reforma de las Casas Consistoriales, Tarragona, 1888;
- Restauración Monasterio Poblet, Espluga de Francolí (Tarragona), 1890
- Restauración Iglesia de San Francesc, Tarragona, 1902;
- Restauración templo de Santa Engracia, Zaragoza, 1912
- Restauración Iglesia, Caspe (Zaragoza), 1912-1917
- Restauración y consolidación del Templo del Pilar, Zaragoza, 1912-1919
- Restauración Acueducto Romano, Tarragona, 1916;

### Colaboraciones con otros artistas
- Pedestal de la estatua de Roger Llúria, junto a Feliu Ferrer Galzerán, Tarragona, 1886-1889.
- Pedestal del monumento a Héroes de la Independencia, junto a Julio Antonio, Tarragona, 1911